# 藤井美術民芸館
藤井美術民芸館（ふじいびじゅつみんげいかん）は、岐阜県高山市にある古美術品と古民芸品を中心に展示する美術館である。
高山市の医師藤井糺一（ふじい ただいち）が大正中期から約70年にわたり収集した、古くから伝わる美術工芸品や安土桃山時代からの古美術品約2,500点を収蔵し公開している。

## 施設
入口
- 高山城の二の丸の登城門をモデルした総檜造りの入口。

展示室
- 江戸萬流土蔵（総檜造り、壁の厚さ約1m、工期約5年）に展示。
- 享保雛（きょうほびな）など江戸時代の人形
- 掛け軸（一休禅師、富岡鉄斎、横山大観など）
- 古陶器（古九谷、古伊万里、古備前など）
- 漆器（飛騨春慶など）

## 概要
開館時間
- 9:00〜17:00

休館日
- 不定期、年末年始（12月31日、1月1日）

入館料
- 一般：700円（560円）
- 中学生・小学生：350円（280円）

（※ 括弧内は団体30名以上の料金）

## アクセス
- JR高山本線 高山駅より徒歩で約10分。